# Marco Terenzio Varrone
Marco Terenzio Varrone (in latino Marcus Terentius Varro; Rieti, 116 a.C. – Roma, 27 a.C.) è stato un letterato, grammatico, militare e agronomo romano.

## Biografia

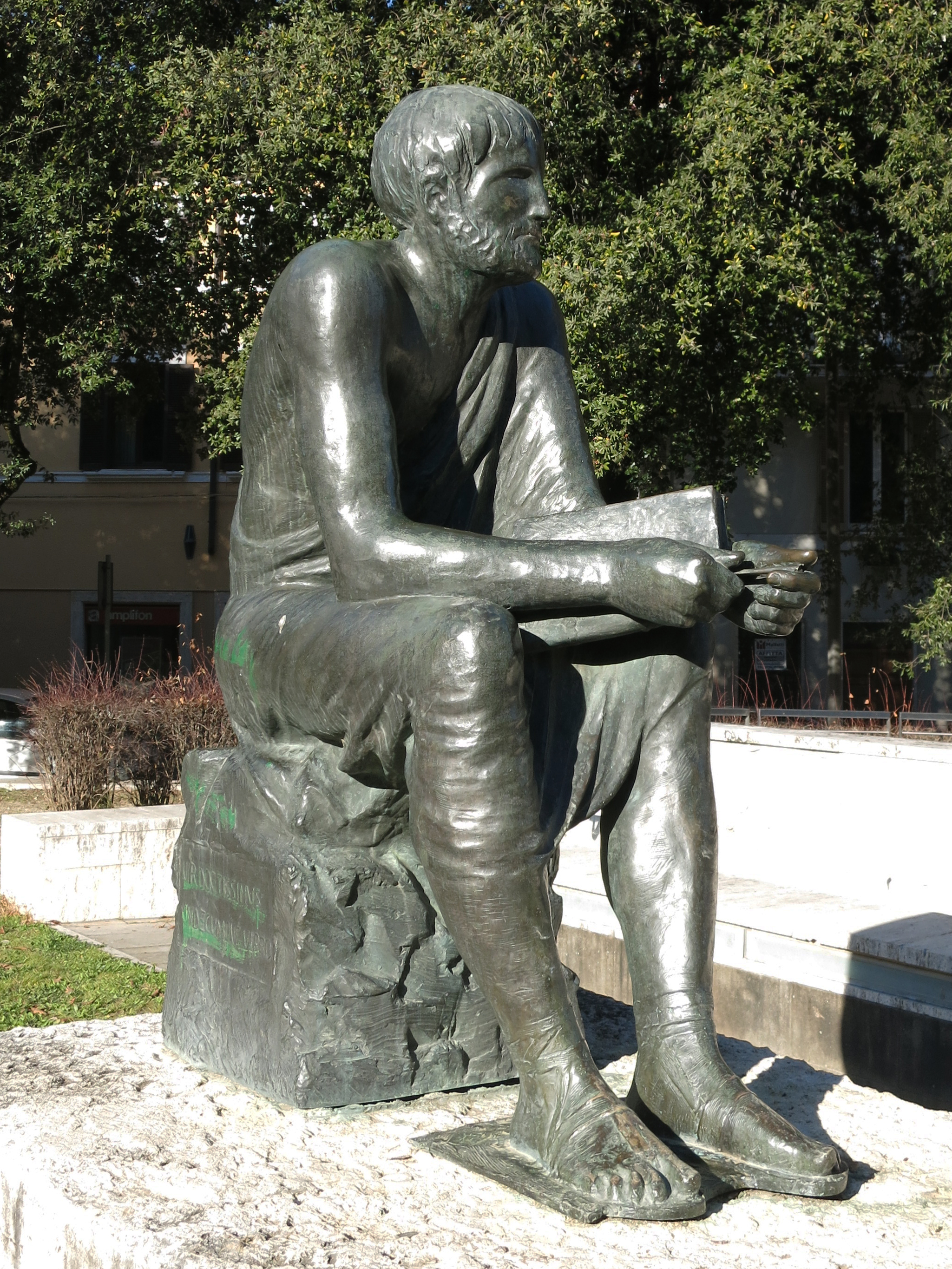
Statua moderna di Varrone a Rieti, opera di Bernardino Morsani

Marco Terenzio Varrone nacque a Rieti nel 116 a.C.: per tale motivo è detto Reatino (attributo che lo distingue da Varrone Atacino, vissuto nello stesso periodo). Nato da una famiglia di nobili origini, possedeva rilevanti proprietà terriere nel reatino - dove fu educato con disciplina e severità dai familiari -, integrate dall'acquisto di lussuose ville a Baia e fondi terrieri a Tusculum e Cassino.
A Roma compì studi avanzati presso i migliori maestri del tempo: tra gli altri, studi di grammatica presso Lucio Elio Stilone Preconino, che lo fece appassionare anche agli studi etimologici e retorici e di linguistica e filologia con Lucio Accio, a cui dedicò la sua prima opera grammaticale De antiquitate litterarum. Come molti giovani romani, compì un viaggio in Grecia fra l'84 a.C. e l'82 a.C., dove ascoltò filosofi accademici come Filone di Larissa e Antioco di Ascalona, da cui dedusse una posizione filosofica di tipo eclettico.
A differenza di molti altri eruditi del tempo, Varrone non si ritirò dalla vita politica ma, anzi, vi prese parte attivamente accostandosi agli optimates, forse anche influenzato dalla sua estrazione sociale. Dopo aver percorso le prime tappe del cursus honorum (triumviro capitale nel 97 a.C., questore lo stesso anno, legato in Illiria nel 78 a.C.) era vicino a Pompeo, per il quale ricoprì incarichi di grande importanza: fu legato e proquestore in Spagna fra il 76 a.C. e il 72 a.C. e combatté nella guerra contro i pirati difendendo la zona navale tra la Sicilia e Delo.
Allo scoppio della guerra civile nel 49 a.C. era propretore in Spagna: in una guerra che vedeva romani contro romani, tentò un'incerta difesa del suo territorio che si concluse in una resa giudicata poco gloriosa da Cesare nei Commentarii de bello civili. Dopo la disfatta dei pompeiani, si avvicinò, comunque, a Cesare, che apprezzò il reatino soprattutto sul piano culturale, affidandogli la costituzione di due biblioteche, una di testi latini e l'altra di testi greci, che però, dopo le idi di marzo, furono sospese. Dopo la morte del dittatore, Varrone fu anzi inserito nelle liste di proscrizione sia di Antonio sia di Ottaviano (interessati più alle sue ricchezze che a punire i congiurati), da cui si salvò grazie all'intervento di Fufio Caleno per poi avvicinarsi a Ottaviano, cui dedicò il De vita populi Romani volto alla divinizzazione della figura di Cesare.
Morì quasi novantenne nel 27 a.C. dopo aver scritto una produzione di circa settanta opere, suddivise in 620 libri.

## Opere
(Marco Tullio Cicerone, Academica posteriora, I 9 - trad. A. D'Andria)

### Produzione e trasmissione
L'immensa mole del lavoro compiuto e il suo attaccamento alla tradizione romana fanno di Varrone uno dei più grandi eruditi della romanità e dell'antichità in generale. Non a caso Petrarca, nei Trionfi (IV, 3, v. 38), l'avrebbe definito il «terzo gran lume romano», ritenendo che Varrone (sommo erudito) fosse preceduto solo da Cicerone (sommo oratore) e Virgilio (sommo poeta). 
La vasta produzione di Varrone fu suddivisa da Girolamo in un catalogo (incompleto, poiché sono elencati circa la metà degli scritti del reatino): in totale, le opere varroniane erano verosimilmente 74, suddivise in 620 volumi, sebbene Varrone stesso, a 77 anni, abbia riferito di aver scritto 490 libri.
Le opere varroniane, secondo l'argomento, possono essere suddivise in vari gruppi, dalle opere di erudizione, filologia e storia a quelle giuridiche e burocratiche, dalle opere di filosofia e agricoltura alle opere di poesia, di linguistica e letteratura; di retorica e diritto, con ben 15 libri De iure civili; di filosofia.
Tuttavia, di questa enorme produzione è pervenuta (quasi integra) solo un'opera, il De re rustica, mentre del De lingua Latina sono rimasti solo 6 libri su 25, probabilmente per il fatto che, avendo compulsato tanta parte della cultura greco-romana precedente, divenne la fonte indispensabile per gli autori successivi, perdendosi, per così dire, per assimilazione.

### Il filologo ed erudito
Della sua attività filologica fa testimonianza il cosiddetto "canone varroniano", elaborato a partire da due opere, le Quaestiones Plautinae e il De comoediis Plautinis, in cui Varrone ripartì il corpus plautino, che includeva 130 fabulae: di queste, 21 vengono definite autentiche, 19 di origine incerta, dette "pseudo-varroniane", e le restanti 90 spurie.
Si occupò anche di antiquaria, con i 41 libri di Antiquitates, il suo capolavoro, divisi in 25 di res humanae e 16 di res divinae, fonte precipua di Agostino nel De civitate Dei: proprio da Agostino si evidenzia l'attenzione di Varrone sulla religione civile romana, con una compiuta disamina su culti e tradizioni, pur con acute critiche alla teologia mitica dei poeti in nome di una theologia naturalis. A questo gruppo appartiene anche l'opera, non pervenuta, De bibliothecis, presumibilmente legata alle incombenze come bibliotecario affidategli da Cesare e che sembra pervenutaci in forma fortemente riassunta nelle Etimologie di Isidoro di Siviglia.

### La produzione a sfondo filosofico
Nell'ambito filosofico, notevoli dovevano essere i Logistorici (dal greco “discorsi di storia”) un'opera in 76 libri, composta in forma di dialogo in prosa, di argomento morale e antiquario, in cui ogni libro prendeva il nome di un personaggio storico e un tema di cui il personaggio costituiva un modello, come il Marius, de fortuna o il Catus, de liberis educandis: probabilmente questi dialoghi storico-filosofici furono tra i modelli del Laelius de amicitia e del Cato Maior de senectute di Cicerone.
All'interesse filosofico e divulgativo di Varrone riconducevano anche le Saturae Menippeae, probabilmente scritte lungo tutto il corso della sua parabola culturale, che prendevano come modello Menippo di Gadara (da cui il nome), esponente della filosofia cinica. Scritte tra l'80 a.C. e il 46 a.C., si componevano di 150 libri, in prosa e in versi, di cui però ci rimangono solo 600 frammenti circa e una novantina di titoli, di argomento soprattutto filosofico, ma anche di critica dei costumi, morale, con rimpianti sui tempi antichi in contrasto con la corruzione del presente. Ciascuna satira recava un titolo, desunto da proverbi (Cave canem con allusione alla mordacità dei filosofi cinici) o dalla mitologia (Eumenides contro la tesi stoico-cinica per cui gli uomini sono folli, Trikàranos, il mostro a tre teste, con un mordace riferimento al primo triumvirato) ed era caratterizzata da lessico popolaresco, polimetria e, come in Menippo, uno stile tragicomico.